# Astragalus minutissimus
Astragalus minutissimus är en ärtväxtart som beskrevs av Hugh Algernon Weddell. Astragalus minutissimus ingår i släktet vedlar, och familjen ärtväxter. Inga underarter finns listade i Catalogue of Life.